# Porte de Hal (métro de Bruxelles)
Porte de Hal (en néerlandais : Hallepoort) est une station des lignes 2 et 6 du métro de Bruxelles située à Bruxelles, sur les communes de Bruxelles-ville et Saint-Gilles.
La station est aussi desservie par l'axe nord-sud du prémétro de Bruxelles, tunnel emprunté par les lignes 4 et 10 du tramway de Bruxelles.

## Situation
La station se trouve face à proximité de la porte de Hal. Elle est sous-titrée Marolles (en néerlandais : Marollen) sur la signalétique.
Elle est située :
- entre les stations Gare du Midi et Hôtel des Monnaies sur les lignes 2 et 6 du métro de Bruxelles ;
- entre les stations Gare du Midi et Parvis de Saint-Gilles de l'axe nord-sud du prémétro de Bruxelles, emprunté à cet endroit par les lignes 4 et 10 du tramway de Bruxelles.

## Histoire
La station de métro est mise en service le 2 octobre 1988, celle du prémétro le 3 décembre 1993.
La ligne de tramway 51 est coupée en deux tronçons pour cause de travaux à partir du 5 novembre 2022, la station Porte de Hal n'est plus desservie.

## Service aux voyageurs

### Accès
La station compte six accès :
- Accès no 1 : accès situé avenue de la porte de Hal côté parc (accompagné d'un escalator) ;
- Accès no 2 : accès situé boulevard de Waterloo (accompagné d'un escalator) ;
- Accès no 3 : accès situé square Jacques Franck (accompagné d'un escalator) ;
- Accès no 4 : accès situé avenue de la porte de Hal au niveau de la porte de Hal (accompagné d'un escalator) ;
- Accès no 5 : accès situé avenue de la porte de Hal au croisement avec l'avenue Jean Volders (accompagné d'un ascenseur) ;
- Accès no 6 : accès situé boulevard de Waterloo (accompagné d'un ascenseur).

### Quais
La station est de conception particulière puisque sur deux niveaux ; en revanche la disposition des stations de métro et de prémétro est de facture classique : chacune est constitué de deux voies encadrées par deux quais latéraux.

## Caractéristiques
Correspondance avec l'axe de prémétro Nord-Sud.

### Intermodalité
Elle est desservie par les lignes 48 et 52 des autobus de Bruxelles, par les lignes de bus 365a et W du réseau TEC, par la ligne de bus 136 du réseau De Lijn et, la nuit, par la ligne N12 du réseau Noctis.

## À proximité
- Porte de Hal
- Place du Jeu de Balle
- CHU Saint-Pierre
- Institut Jules Bordet